# Поясное время
Поясно́е вре́мя — время часового пояса. Из определения часового пояса следует, что поясное время имеет два значения — географическое и административное (официальное):
1. Поясное время — местное среднее солнечное время на срединном меридиане географического часового пояса (англ. mean solar time of the central meridian of the time zone). Соответствует англоязычному понятию nautical standard time — мореходное (или морское) стандартное время. По этому времени на земной поверхности в пределах географического часового пояса средний солнечный полдень попадает в интервал 11:30—12:30.
2. Поясное время — официальное время (англ. standard time — the official time of a country or an area[1], нем. Zonenzeit), действующее на территории. Интервал среднего полдня в пределах административного часового пояса не имеет определённых границ. В СССР в начале 1920-х годов и после 1930 года действующее время в часовых поясах страны называлось в обиходе декретным временем➤. В России с 2011 года действующее время получило официальное наименование местное время.➤

## Терминология
Поясное время во втором значении иногда называют административным временем или гражданским временем, часто используется название стандартное время. В СССР и в России использовалось название поясное время, которое в постановлениях правительства появилось в 1931 году. Обиходное название декретное время в постановлениях правительства не использовалось. С введением в ряде стран ежегодного перевода часов на летнее время стандартное время означало время, действующее в зимний период.
По поводу вероятного происхождения названия поясное время для официального времени в российской системе времяисчисления, цитата:

Заслуга в реформе счёта времени и переходе к применяемой ныне системе, которая называется поясным временем, принадлежит канадскому железнодорожному инженеру и администратору Сэндфорду Флемингу. По-английски эта система называется Zone standard time (стандартное зонное время), сокращённо ZST.
В названии ранних (с 1898 года) карт часовых поясов США используется слово belt (пояс) — Standard Time Belts. Однако впоследствии в англоязычных странах всё большее распространение получает слово zone (зона).
В переводе книги Дерека Хауза «Гринвичское время и открытие долготы» словосочетание поясное время ставится в соответствие разным английским выражениям (некоторые из них имеют в книге и другой перевод), в зависимости от контекста, например, в главах 5 и 6:
- Standard time — поясное время, стандартное время;
- Standard time system, Standard-time system — система поясного времени;
- Time-zone system — система поясного времени, зонно-временна́я система;
- Zone times — система поясного времени.

Переводы: Standard time — поясное время и Standard time system — система поясного времени, в указанной книге встречаются значительно чаще.

## История стандартизации времени
Одним из первых, кто понял необходимость применения единого времени в пределах одной страны (ещё до начала развития железнодорожного транспорта), был англичанин Уильям Волластон. Впоследствии его идея широко популяризировалась соотечественником Абрахамом Ослером.
Идею поясного времени для всего мира одним из первых представил итальянский математик Квирико Филопанти в своей книге «Miranda» в 1859 году. Он предложил разделить поверхность Земли по долготе вдоль меридианов на 24 зоны, отличающиеся друг от друга на один час с точным совпадением минут и секунд. Первая часовая зона у Филопанти находилась на меридиане Рима и включала Италию, Германию, Швецию и часть Африки. Однако его идея намного опередила своё время.

### Великобритания
На создание системы единого времени в Великобритании повлияло развитие почтового сообщения, в частности телеграфа, и железных дорог. Началом применения такой системы можно считать 1840 год, когда Большая западная железная дорога постановила ввести на всех станциях и во всех расписаниях лондонское время. В последующие годы другие железные дороги Великобритании также переходили на лондонское время, которое впоследствии было заменено на среднее гринвичское время. Единое время вместо местного среднего солнечного времени постепенно стало использовать и население. К 1855 году 98 % общественных часов Великобритании были переведены на гринвичское время, но до 1880 года отсутствовал правовой документ, который должен был бы узаконить это время.

### Северная Америка
В Соединённых Штатах Америки и Канаде стандартное время и часовые пояса были введены 18 ноября 1883 года также в связи с железными дорогами. К тому моменту задача определения времени была местным делом. Большинство городов использовали местное солнечное время и эталоном, по которому выставляли время, часто были некие хорошо известные в каждой местности часы (например, часы на церковных колокольнях или в витринах ювелирных магазинов).
Задолго до начала развития железных дорог в США американский астроном Уильям Ламберт в 1809 году представил конгрессу рекомендации относительно стандартизации времени, исходя из положения определённых меридианов, но эти рекомендации были отклонены. В 1870 году профессор Чарльз Дауд предложил отказаться от восьми различных систем времени, применявшихся на железных дорогах США, где на каждой станции действовало ещё и своё местное время. Схема Дауда была в основном идентична поясной системе, принятой позднее во всём мире. Дауд предлагал установить время на железных дорогах, связанное с четырьмя поясными меридианами с шагом 15° (или 1 час), самым восточным из которых должен быть меридиан Вашингтона. В 1872 году Дауд пересмотрел своё предложение, изменив точку отсчёта на гринвичский меридиан. Именно это его последнее предложение, почти без изменений, было использовано железными дорогами США и Канады одиннадцать лет спустя.
18 ноября 1883 года американские и канадские железные дороги перевели часы на всех железнодорожных станциях на стандартное время в соответствии с часовым поясом (вперёд или назад). Пояса были названы: восточный, центральный, горный и тихоокеанский. Новое стандартное время рекомендовалось с этих пор для всеобщего применения «в качестве обязательного условия для всех общественных и деловых нужд». Хотя эта система вплоть до 1918 года не была проведена официально через конгресс, гражданское население стало пользоваться «железнодорожным временем» подобно тому, как это случилось в Великобритании 30 лет назад. Применение стандартного времени стремительно распространялось благодаря очевидным практическим выгодам для коммуникаций и путешествий. К октябрю 1884 года 85 % всех городов Северной Америки, с более чем десятитысячным населением в каждом, приняли эту систему.
Стандартное время в США не было узаконено вплоть до принятия в 1918 году Акта о стандартном времени. Этот закон утвердил стандартное время в часовых поясах США и установил порядок перевода часов на летнее время.

### Поясное время в странах мира
Значительным событием в истории стандартизации времени во всём мире было проведение в США в 1884 году Международной меридианной конференции. Еще до созыва этой конференции четыре страны — Великобритания, Швеция, США и Канада — перешли на систему поясного времени, основанную на меридиане Гринвича. Важнейшим итогом конференции были признание гринвичского меридиана как единого нулевого меридиана для отсчёта долготы и рекомендация применения гринвичского времени в качестве всемирного времени. В принятых резолюциях не говорилось об обязательном введении системы часовых поясов и поясного времени, однако в последующий период разные страны постепенно стали применять поясное время, основанное на всемирном нулевом меридиане. К 1905 году среди ведущих стран мира, которые не приняли новую систему, находились Франция, Португалия, Голландия, Греция, Турция, Россия, Ирландия, а также большинство стран Центральной и Южной Америки, исключая Чили. Однако уже к 1922 году значительное большинство стран приняли систему поясного времени, основанную на гринвичском меридиане.

## Социальный аспект
Критические отзывы о поясном времени и его возможном влиянии на повседневную деятельность человека появились ещё в XIX веке, до широкого распространения международной системы часовых поясов. В 1885 году директор Пулковской обсерватории Отто Струве опубликовал статью «О решениях, принятых на Вашингтонской конференции относительно первого меридиана и вселенского времени» (Записки Императорской Академии наук. Т I. Приложение № 3. СПб, 1885). По поводу поясного времени и часовых зон («областей») с разницей «на целый час» Струве писал, что такой счёт времени «необходимо должен вызывать затруднения… нельзя же, например, для подённых работ, зависящих от продолжительности дня, назначить одни и те же рабочие часы на дню во всех местах этой области, не разбирая, лежат ли эти места вблизи западной или близ восточной её границы».
Как следует из материалов упомянутой Вашингтонской конференции 1884 года, делегаты от некоторых стран выразили озабоченность возможным в перспективе значительным расхождением официального местного времени и местного солнечного времени при разделении поверхности земного шара на 24 часовых пояса (15° по долготе), хотя рекомендации о таком разделении в принятых конференцией резолюциях не было. Одна из резолюций, предложенных Великобританией перед самым концом конференции, фактически рекомендовала разделение на 10-минутные пояса (2,5°) или на пояса, кратные 10 минутам. (Систему, основанную на промежутках в 2,5°, или 10 минут, предложил также шведский астроном Гильден.) Однако это предложение Великобритании было отклонено.
Существуют исследования, показывающие негативное влияние применения единого времени в часовых зонах с большой разницей по долготе восточной и западной границы. Достижения в области изучения работы биологических часов показывают, что в процессе эволюции у всех живых существ, от микроорганизмов до человека, выработался генетически закреплённый механизм, предназначенный для отсчёта околосуточных (циркадных) ритмов. Это один из древнейших механизмов, который играет чрезвычайно важную роль в адаптации к жизни на Земле. В современном обществе человек, как правило, живёт не по Солнцу и в большей степени вынужден адаптироваться к ритмам социальной жизни. Однако время восхода Солнца по-прежнему служит главным синхронизирующим сигналом для циркадной системы человека. Согласно другим источникам, процесс синхронизации более сложен, так как в нём участвует комплекс геофизических факторов: фотопериоды (день-ночь), суточные колебания магнитного поля Земли, значительные изменения температуры среды, приливы и отливы (гравитационное воздействие).
Вблизи восточной границы часовой зоны стандартного размера Солнце восходит на один час раньше, чем на той же географической широте вблизи западной границы, то есть в пределах одной часовой зоны местное солнечное время и официальное время различаются. Исследователи из Германии обнаружили влияние этого факта на хронотип человека. Оказалось, что среди населения, проживающего вблизи западной границы часовой зоны, преобладают «совы», а вблизи восточной — «жаворонки». Кроме того, по опросам испытуемых был вычислен восточно-западный градиент середины периода сна в суточном ритме, который по данным исследователей составил 36 минут. То есть ритм жизни населения на западе конкретной часовой зоны отставал от такового на востоке в среднем на 36 минут. Этим удалось доказать, что циркадный ритм человека в значительной степени управляется Солнцем, а не социальными факторами.
Аналогичные исследования были проведены российскими учёными в границах часовой зоны МСК, размер которой примерно в два раза больше стандартного. Данные о влиянии долготы проживания в часовой зоне на хронотип человека совпали с результатами немецких коллег, а восточно-западный градиент середины периода сна составил около 46 минут. В окончательных выводах исследований утверждается, что из-за увеличения размера часовых зон происходит рассогласование биологических часов человека, и это нередко приводит к ухудшению его самочувствия и здоровья. Поэтому рекомендуется привести часовые зоны к стандартному размеру, равному 15°. Также рекомендуется пересмотреть режим работы госучреждений, особенно в городах и сёлах, расположенных вблизи западных границ часовых зон, приведя его в соответствие с физиологическими особенностями функционирования циркадной системы человека.

## Расхождение с местным солнечным временем
Расхождение поясного (официального) времени в данном пункте с местным средним солнечным временем зависит от географической долготы пункта. В пункте, где официальное время имеет такое же смещение от UTC, какое имеет географический часовой пояс, в который попадает данный пункт, расхождение не превышает 30 минут. В таких пунктах средний солнечный полдень (за год и без перехода на летнее время) попадает в интервал 11:30—12:30. В административном часовом поясе расхождение может быть более 30 минут, поэтому средний полдень наступает в более широком интервале и, как правило, несколько смещённом в сторону опережения официального времени над средним солнечным временем. На картах часовых поясов это проявляется в виде смещения границ пояса к западу от соответствующих меридианов географического часового пояса. Смещение границ к западу обусловлено исторически сложившейся (но необязательной) практикой применения времени восточного часового пояса на всей административной территории, если она расположена на границе географических часовых поясов.
Таким образом, расхождение официального времени с местным средним солнечным временем — это отклонение среднего полдня от 12:00.

## СССР и Россия
Особенностью законодательного оформления в СССР и России в период с 1924 до 2011 года было то, что существовали официальные (формальные) административные часовые пояса, но входящие в данный часовой пояс отдельные (или все, как при установлении декретного времени в 1930—1931 годах) регионы могли применять время соседнего пояса.

### Поясное время в России до 1931 года
Границы административных часовых поясов, назначенные декретом от 8 февраля 1919 года, проходили в основном по железным дорогам и рекам (в декрете указывалось, что «прилегающая к реке или железной дороге полоса смежного пояса, шириною в 10 вёрст, относится к тому же поясу, к которому отнесена данная река или железная дорога»), то есть часто не совпадали с граничными меридианами географических поясов. Многие населённые пункты, особенно в центре европейской части страны, в 1919 году были отнесены к соседнему западному часовому поясу. Ко 2-му часовому поясу были отнесены Архангельск, Вологда, Ярославль, Кострома, Иваново, Владимир, Москва, Рязань, Тула, Липецк, Воронеж, Ростов-на-Дону; к 3-му — Ижевск; к 8-му — Якутск. Некоторые территории в 1919 году были отнесены к соседнему восточному часовому поясу. Так, к 5-му часовому поясу был отнесён Салехард.
Из-за введённого ранее летнего времени административное поясное время на момент его установления на части территории РСФСР 1 июля 1919 года опережало географическое поясное время. Так, в Петрограде солнечный полдень наступал около 14 часов. Поясное время, максимально приближенное к географическому поясному времени, было установлено на всей территории СССР в 1924 году.

#### В документах правительства страны
Термин поясное время в декретах и постановлениях правительства страны не использовался вплоть до 1931 года. Цитата из декрета от 8 февраля 1919 года (пункт 1):

Принять международное условное разделение поверхности земли меридианами на 24 часовых пояса с однообразным средним временем в пределах каждого пояса и разностью времен в двух смежных поясах, равной одному часу.
Здесь, поясное время — это однообразное среднее время в пределах каждого пояса. Однако регионы в данном административном часовом поясе могли использовать поясное время соседнего часового пояса, что подтверждает следующая цитата из того же декрета (пункт 6):

При переводе стрелок часов для наивыгоднейшего использования дневного света в отдельных районах допускать отступление от времени соответствующего пояса только на целое число часов без изменения минут и секунд.
То есть поясное время в СССР не было единым в пределах официального административного часового пояса.
В последующих документах встречается словосочетание время данного пояса. Лишь в постановлении от 9 февраля 1931 года появились словосочетания: исчисление поясного времени, система поясного времени (пункт 3).

#### В документах региональных органов власти
В документах местных органов власти термин поясное время встречается уже в 1924 году. Так, в постановлении Пермского окружного исполнительного комитета в связи с введением системы часовых поясов на всей территории СССР указано:

На основании декрета СНК СССР от 15 марта с. г. о переводе часовой стрелки и о введении поясного времени и телеграммы Облисполкома № 263 — Президиум Пермского Окрисполкома постановляет:
1. Ввиду того, что существующий ныне в г. Перми и районах: Чусовском, Лысьвенском, Добрянском, Чёрмозском, Юговском, Сергинском, Култаевском и Мотовилихинском счёт времени совпадает с тем поясным временем, какое должно быть в Пермском округе, согласно декрета СНК от 15-го марта с. г., — часовую стрелку в г. Перми и указанных районах не переводить, оставив действующий счёт времени.
2. В районах же: Нердвинском, Сивинском, Карагайском, Красно-Верещагинском, Очёрском, Нытвенском, Оханском, Юго-Камском, Ильинском, Ленинском и Больше-Сосновском, как относящихся к другому поясу времени, — часовая стрелка в ночь с 5 на 6-е мая должна быть переведена на 1 час вперёд против действующего с 1-го мая московского времени, или, что всё равно, на 1 час назад против существующего времени в г. Перми и районах, указанных в п. 1-м настоящего обязательного постановления.
Из постановления видно, что к маю 1924 года:
- в нарушение действующих декретов, опережающее время («поясное время плюс 1 час») применялось в СССР не повсеместно — в ряде мест могло действовать поясное время, в частности в Перми и восточных районах округа применялось время 4-го часового пояса, GMT+4;
- в качестве границ часовых поясов использовались границы крупных административных единиц, на всей территории которых действовало единое время.

#### В печатных изданиях
В конце апреля 1924 года, накануне введения системы часовых поясов, в газете «Известия» была опубликована статья под заголовком «„Поясное“ время», где подробно описывались принципы установления поясного времени и высказывалась настоятельная потребность вхождения в международную систему часовых поясов. Цитируется окончание статьи:

Как читатель мог уже заметить, счёт поясов идёт от Гринвича к востоку, и в каждом новом поясе время данного пояса имеет разницу с временем Гринвича на то число часов, какое число носит пояс. Так, например, время в пределах второго пояса (в который входит Москва) разнится от гринвичского времени на два часа вперёд. В пределах третьего пояса (к востоку от Мурома, Рязани, Козлова, Ростова, вплоть до Урала) отличие будет на три часа и т. д.

С введением поясного времени СССР входит в систему международного или универсального времени. Эта реформа, как уже и проведённая реформа перехода со старого календарного стиля на новый, давно сделалась настоятельной потребностью.

#### Время на железной дороге
В отличие от Северной Америки, на железных дорогах СССР и России во всех часовых поясах применялось время одного часового пояса. В постановлении от 9 февраля 1931 года (отменившем, в частности, действие декрета от 24 июня 1919 года) эта норма была вновь прописана (пункт 5):

Движение поездов производится на всей территории Союза ССР по поясному времени г. Москвы (время второго пояса). Отметки о времени на всех без исключения телеграммах, отправляемых или получаемых на территории Союза ССР, производятся по тому же времени.
Поясное время Москвы в 1931 году — это время 2-го административного часового пояса, назначенного декретом от 8 февраля 1919 года, но уже с учётом переведённой часовой стрелки в июне 1930 года. То есть это время соответствовало GMT+3 (UTC+3) и впоследствии получило название «московское декретное время» или просто — московское время. Таким образом, поясным названо время, которое в последующих постановлениях правительства будет называться «поясное время плюс один час».

### Период действия декретного времени
В 1930—1931 годах во всех регионах СССР был установлен порядок исчисления времени «поясное время плюс один час» — такое время в обиходе получило название декретное время. Несмотря на действовавшее в СССР и в России декретное время, карты в географических атласах назывались: «Поясное время», «Карта поясного времени».

### Новое понятие — местное время
В 2011 году был принят закон «Об исчислении времени», где понятия «часовой пояс» и «поясное время» не используются, но введены в официальное обращение понятия часовая зона и местное время — «время часовой зоны, в которой расположена соответствующая территория».
Понятие местное время было введено фактически взамен понятий «поясное время» и «декретное время», но оно использовалось в таком понимании и до определения его в законе и также выражалось величиной смещения от всемирного координированного времени (UTC). В англоязычных странах ему также соответствует понятие standard time (стандартное время), или более близкое по лексической конструкции — local standard time (местное стандартное время).
Местное время как поясное (декретное, стандартное) не следует путать с астрономическим понятием местного времени — местным солнечным временем.
В связи с введением нового понятия, прежнее понятие — поясное время — сохраняется в его первом (географическом) значении. Это означает, что местное время, действующее на некоторой территории и выраженное в смещении от UTC, соответствует географическому поясному времени, если место наблюдения находится в пределах географического часового пояса с тем же смещением от UTC. Другими словами, местное время соответствует географическому поясному времени только там, где средний солнечный полдень попадает в интервал 11:30—12:30.